# Kauser Gyula
Kauser Gyula (Pest, 1855. szeptember 4. –‎ Budapest, 1920. május 25.) magyar építész, Kauser János és Kauser József testvére, Kauser Andor édesapja.

## Élete
Életéről kevés adat ismert. Édesapja Kauser János (1817–1871) kőfaragó, édesanyja Kölber Alojzia Franciska (1820–1902) volt. Elsősorban Budapesten tervezett, illetve kivitelezett bérházakat. Néhány vidéki épülete is megvalósult.
A Fiumei úti sírkertben helyezték nyugalomra (37/1, N/A, 1, 14).
Első felesége – anyai ági unokatestvére – Kölber Alojzia (1860–1900) volt, Kölber Fülöp (1816–1902) hintógyáros és Bauer Alojzia leánya. Második házastársa Florence Jenkins (1877–1946) volt.

## Ismert épületei

### Tervezőként
- 1883: Röser-udvar, Budapest, Károly körút 22.[13]
- 1885: Műcsarnok (ma: Millennium Háza), Budapest, Olof Palme sétány 1. (Pfaff Ferenccel közös munka)[14]
- 1886–1887: Drasche-Wartinberg-bérház, Budapest, Teréz körút 22.[15]
- 1889: bérház, Budapest, Jókai utca 7.[16]
- 1896: Seenger-ház, Budapest, Tavaszmező u. 6.
- 1897: bérház, Budapest, Huszár u. 1.[17]
- 1898: bérház, Budapest, Szentkirályi u. 16.[18]
- 1898–1899: Foglár-bérház, Budapest, Szent István körút 2.[19]
- 1904–1905: a Magyarországi Munkások Rokkant- és Nyugdíjintézetének budapesti székháza, Budapest[10]
- 1909: Irgalmasok kórháza és elmegyógyintézete (ma: Megyei Önkormányzat Markhot Ferenc Kórház-Rendelőintézet Reumatológiai Osztály), Eger[10][20]
- 1920: Kodak gyár, Vác[10]

### Kivitelezőként
- 1885–1886: Országos Erdészeti Egyesület székháza és bérháza, Budapest, Honvéd u. 11. (tervezte: Czigler Győző)[21][22]
- 1887–1888: Dollinger-bérház, Budapest, Rákóczi út 52. (tervezte: Kauser József)[23] – más forrás[24] tévesen tulajdonítja a tervezést neki, csak kivitelező volt
- 1888–1891: Józsefvárosi Jézus Szíve-templom, Budapest, Mária u. 25. (tervezte: Kauser József)[25]
- 1890: Magyar Hírlapírók Nyugdíjintézete, Budapest, Alkotmány utca 16. (tervezte: Quittner Zsigmond)[26]
- 1894–1896: bérház, Budapest, Erzsébet körút 19. (tervezte: Kauser József)[27]
- 1897: Tichy-bérház, Budapest, Rákóczi út 84. (tervező nem ismert)[28]
- 1901–1902: Budai Irgalmasrendi Kórház, Budapest, Frankel Leó utca 17-19. (tervezte: Kiss István és Fliegauf Károly)[20][29]